# Жильбер Мер'єль
Жильбе́р Мер'є́ль (фр. Gilbert Meriel, нар. 11 листопада 1986, Фаа'а) — таїтянський футболіст, воротар клубу «Сентраль Спорт» та національної збірної Таїті.

## Клубна кар'єра
У дорослому футболі дебютував 2006 року виступами за команду нижчолігового французького клубу «Каркефу», в якій провів два сезони.
2010 року повернувся на батьківщину, де продовжив виступати на футбольному полі у складі місцевого клубу «Тефана». Відіграв за таїтянську команду наступний сезон своєї ігрової кар'єри.
До складу клубу «Сентраль Спорт» приєднався 2011 року.

## Виступи за збірну
2012 року дебютував в офіційних матчах у складі національної збірної Таїті.
У складі збірної був учасником кубка націй ОФК 2012 року, що проходив на Соломонових Островах і на якому таїтянці вперше в історії здобули титул переможця турніру.
Учасник розіграшу Кубка конфедерацій 2013 року у Бразилії.

## Досягнення
- Володар Кубка націй ОФК: 2012